# Jack Hutchins
Jack Hutchins, född 8 juni 1926, död 8 april 2008, var en friidrottare från Kanada. Han deltog vid olympiska sommarspelen 1948 och olympiska sommarspelen 1952.